# Echipa olimpică a refugiaților la Jocurile Olimpice de vară din 2016
Echipa olimpică a refugiaților a participat la Jocurile Olimpice de vară din 2016 de la Rio de Janeiro în perioada 5 – 21 august 2016 ca atleți olimpici independenți. 
Înființarea echipei a fost anunțată în luna ianuarie 2016 de președintele Comitetului Internațional Olimpic, Thomas Bach, care a declarat: „Vrem să atragem atenția lumii asupra problemelor refugiaților”. Urmau să participe sub drapelul olimpic între cinci și zece sportivi de top care beneficiază de statutul de refugiat în sensul Convenției Națiunilor Unite din 1951. În luna martie, 43 de sportivi au fost identificați în prealabil, dintre care zece au fost selecționați pentru Jocurile Olimpice. Codul IOC a fost mai întâi ROA (în engleză Refugee Olympic Athletes, adică Atleții Olimpici Refugiați), apoi ROT (în engleză Refugee Olympic Team, adică Echipa Olimpică a Refugiaților).

## Participanți
Delegația a cuprins zece sportivi: șase bărbați și patru femei. Cel mai tânăr atlet din delegație a fost înotătoarea Yusra Mardini (18 ani), cel mai bătrân a fost maratonistul Yonas Kinde (36 de ani).
| Nume              | Țara de origine           | CON-gazdă | Sport    | Probă               |
| ----------------- | ------------------------- | --------- | -------- | ------------------- |
| Rami Anis         | Siria                     | Belgia    | Natație  | 100 m fluture       |
| Yiech Bie         | Sudanul de Sud            | Kenya     | Atletism | 800 m masculin      |
| James Chiengjiek  | Sudanul de Sud            | Kenya     | Atletism | 400 m masculin      |
| Yonas Kinde       | Etiopia                   | Luxemburg | Atletism | Maraton masculin    |
| Anjelina Lohalith | Sudanul de Sud            | Kenya     | Atletism | 1.500 m feminin     |
| Rose Lokonyen     | Sudanul de Sud            | Kenya     | Atletism | 800 m feminin       |
| Paulo Lokoro      | Sudanul de Sud            | Kenya     | Atletism | 1.500 m masculin    |
| Yolande Mabika    | Republica Democrată Congo | Brazilia  | Judo     | 70 kg feminin       |
| Yusra Mardini     | Siria                     | Germania  | Natație  | 100 m liber feminin |
| Popole Misenga    | Republica Democrată Congo | Brazil    | Judo     | 90 kg masculin      |